# Либерман, Лоуэлл
Лоуэлл Либерман (англ. Lowell Liebermann; род. 22 февраля 1961, Нью-Йорк) — американский пианист и композитор.

## Творчество
15 мая 1977 года дебютировал в Карнеги-холле как пианист с исполнением собственной фортепианной сонаты. Окончил Джульярдскую школу, ученик Винсента Персикетти и Дэвида Дайамонда.
Либермана называют «одним из самых востребованных современных композиторов США». Продолжительное творческое содружество связывает его с выдающимся флейтистом Джеймсом Голуэем, записавшим его концерты для флейты, флейты и арфы, флейты-пикколо с оркестром. Обширный флейтовый репертуар Либермана, включающий также сонаты для флейты и фортепиано, флейты и гитары, флейты и арфы и др., исполняли и записывали также Евгения Цукерман, Пола Робисон, Кэтрин Брайан и другие заметные музыканты. Из пианистов наиболее тесно сотрудничал с Либерманом Стивен Хаф, которому посвящён второй фортепианный концерт (1992), впервые исполненный им с Национальным симфоническим оркестром США под управлением Мстислава Ростроповича; музыку Либермана исполняли и/или записывали также Марк Андре Амлен, Анджела Ченг, Джеффри Бигел, Роджер Райт и др.
Либерман — автор двух опер: первая, «Портрет Дориана Грея» (англ. The Picture of Dorian Gray; 1995, по одноимённому роману Оскара Уайльда), написана по заказу Оперы Монте-Карло и поставлена в ней 8 мая 1996 г., вторая, «Подруга скорбящих» (англ. Miss Lonelyhearts; 2006, по одноимённому роману Натаниэла Уэста), создана по заказу Джульярдской школы к празднествам в честь её столетия. Либерману принадлежат также две симфонии (вторая, 1999, на слова Уолта Уитмена, написана к столетию Далласского симфонического окрестра), многочисленная камерная музыка, вокальные сочинения на стихи Генри Лонгфелло, Германа Мелвилла, Стивена Крейна, Уильяма Батлера Йейтса, Лэнгстона Хьюза, Марка Стрэнда, Нелли Закс и др.